# Fran Meersman
Pour les articles homonymes, voir Meersman et Meerman.
Fran Meersman, née le 15 octobre 2002 en Belgique, est une footballeuse internationale belge. Elle évolue actuellement au RSCA Women au poste d'arrière gauche.

## Biographie

### En sélection
Le 12 juin 2021, elle honore sa première sélection avec la Belgique lors d'un match amical à Wiltz contre le Luxembourg (victoire 1-0). Avec une équipe constituée principalement de jeunes joueuses, elle est remplaçante et entre en jeu à la 77e minute à la place de Davinia Vanmechelen.
Le 6 février 2023, la Belge est sélectionnée par Ives Serneels pour disputer la Arnold Clark Cup 2023. Cette dernière étant un tournoi de football féminin sur invitation organisé par la Fédération anglaise de football.